# Melilla

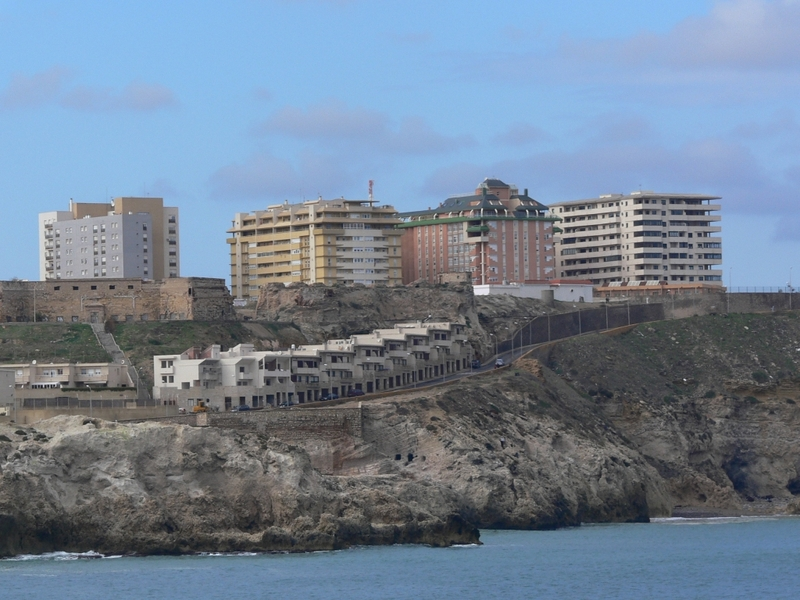
Melilla

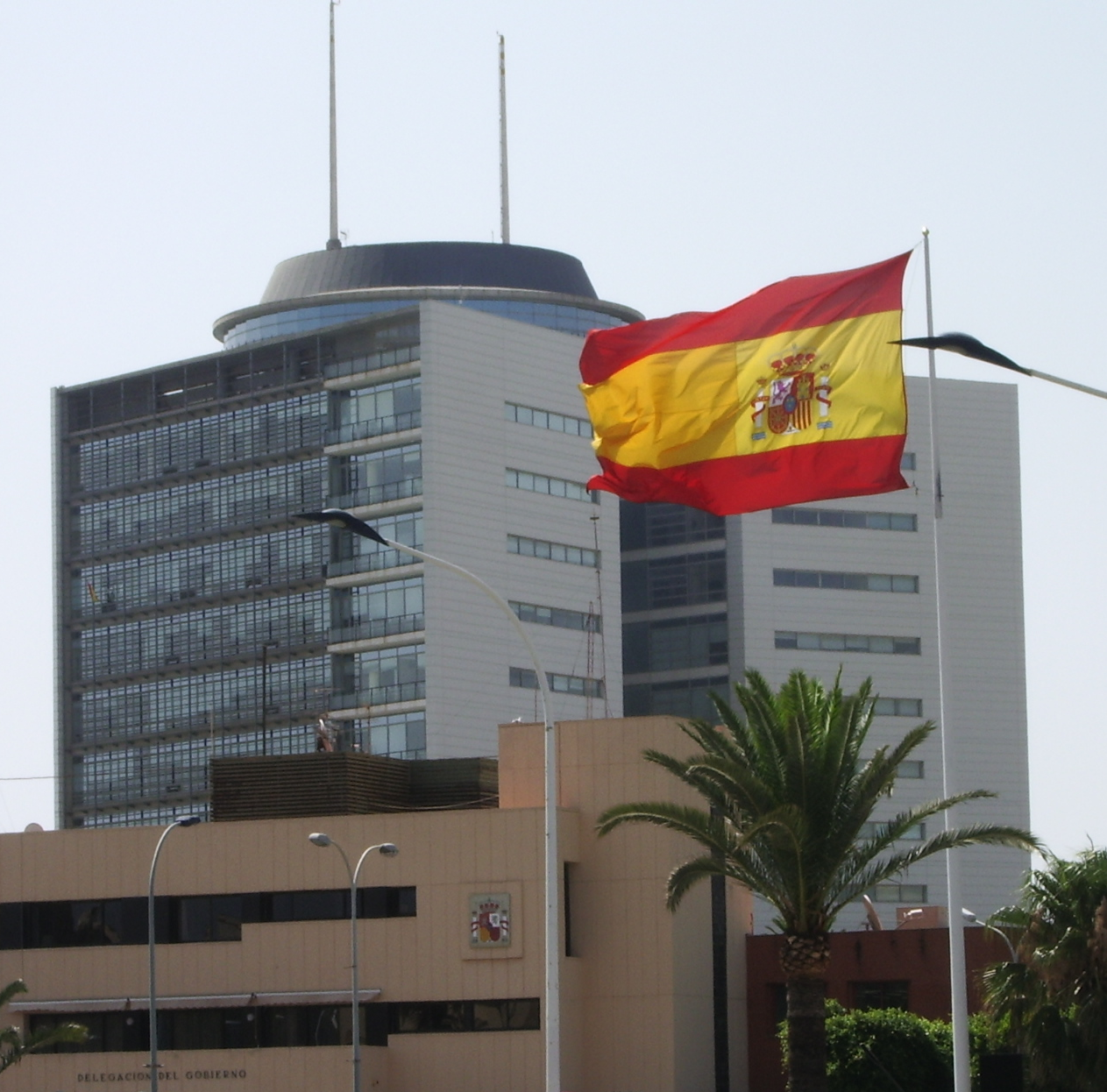
Melilla

Melilla (Arabisch: مليلية Melillia, Riffijns: Mřič of Mlilt) is een Spaanse exclave, garnizoensstad en vrijhaven aan de Noord-Afrikaanse kust. De stad ligt aan de oostzijde van de Cabo Tres Forcas (Arabisch: رأس الشوكات الثلاث Ras Tleta Madari, Nederlands: 'Kaap van de Drie Vorken'), een rotsachtig schiereiland dat zo'n 40 kilometer in de Middellandse Zee uitsteekt.
Binnen het Spaanse staatsbestel heeft Melilla de status van Autonome Stad ('Ciudad Autònoma'), zoals ook de westelijker gelegen kuststad Ceuta. Melilla ligt midden in de kustlijn van de Rif-regio, 10 kilometer noordelijk van de Marokkaanse stad Nador en herbergt een bevolking van 86.450 inwoners (INE 2021) met typische kenmerken als gevolg van haar geografische ligging en haar geschiedenis, het sinds de negentiende eeuw naast elkaar leven van christenen, moslims en joden. De stad ontvangt elke dag een aanzienlijke hoeveelheid bezoekers, voornamelijk toeristen en overwegend vrouwelijke handelaars uit de provincie Nador, die gebruik maken van prijsverschillen tussen beide landen.

## Etymologie
De naam komt van het Berberse Melil, wat wit of het witte betekent. De naam heeft eenzelfde etymologie als veel plaatsnamen in Noord-Afrika, zoals Béni-Mellal of Aït Melloul (beide namen betekenen 'kinderen van het wit').
In het Riffijns wordt de stad Mritch genoemd.

## Geschiedenis
De geschiedenis van de stad Melilla gaat terug tot haar oprichting in de 7e eeuw voor Christus door Fenicische kooplieden die het voordeel zagen van de ligging nabij de Straat van Gibraltar en de westelijke Mediterrane handelsroutes. De bloeiende handelsnederzetting bereikte haar top rond de 2e eeuw voor Christus. In 42 d.C. werd de stad opgenomen in de Romeinse provincie Mauretania Tingitana.
Met de komst van de Arabieren vanaf 680, wordt het schiereiland Guelaya omzeild om de verovering van het oude Hispania voort te zetten. Het gebied bleef verlaten en in ruinen totdat het vanaf de 10e eeuw werd heroverd door Abderramán III, die in 927 het bevel voerde over een vloot vanuit Malaga en de Taifa van Melilla creëerde, die aldus werd geïntegreerd in het kalifaat van Córdoba en nauwe betrekkingen onderhield met het Spaanse Al-Andalus.
De expansie van de Portugezen en Castilianen in het noorden van het koninkrijk Fez in de 15e eeuw culmineerde in de intrede van Pedro de Estopiñán in de stad - verlaten en verwoest door geschillen tussen de koninkrijken Fez en Tlemcen - in 1497, die afhankelijk werd van het hertogdom Medina Sidonia en, vanaf 1556, van de Spaanse kroon.
Op 19 september 1774 verschenen afgezanten van sultan Mohamed ben Abdallah in Ceuta om het verbreken van het verdrag te verklaren en hun voornemen uit te spreken om de christenen uit te zetten. Op 23 oktober verklaarde de Spaanse monarch Karel III de oorlog en op 9 december begonnen de eerste troepen met de belegering van Melilla, die zou duren tot 19 maart 1775. De stad wordt verdedigd door veldmaarschalk Juan Sherlock.
In 1860, met het Verdrag van Wad-Ras, ondertekend door koningin Isabella II van Spanje en Mohammed IV van Marokko, werd de grens van de stad met Marokko vastgesteld. Drie jaar later werd de vrijhaven gecreëerd en in 1864 stonden de Spaanse autoriteiten de vrije vestiging van mensen in de stad toe. De immigratie vanaf het schiereiland was aanvankelijk laag, maar begon aan kracht te winnen na het einde van de Margallo-oorlog in 1893.
Tijdens het laatste derde deel van de 19e eeuw en de eerste van de 20e eeuw was Melilla het toneel van periodieke confrontaties die leidden tot het conflict van de Marokkaanse oorlog. Met Alfonso XIII, de opeenvolgende veldslagen veroorzaakten een grote impact op de Spaanse publieke opinie en dwongen de militaire alliantie tussen Spanje en Frankrijk die de vorming van het Spaanse protectoraat van Marokko mogelijk maakte. De oprichting van het protectoraat had zeer positieve effecten op de economie van de stad, die de economische hoofdstad van het oostelijke deel werd, Het was in Melilla waar de eerste gebeurtenissen van de militaire opstand van 1936 tegen de Tweede Republiek plaatsvonden, die de daaropvolgende burgeroorlog en de vestiging van het Franco-regime in het land teweegbrachten. Franco ontwikkelde goede relaties met de Arabische naties.
Mellilla maakt al sinds de 15e eeuw vóór de onafhankelijkheid van Marokko integraal deel uit van de Iberische staat en sinds de invoering van de democratie in Spanje in 1977 hebben opeenvolgende democratische regeringen de Spaansheid van de stad verdedigd en ze hebben geweigerd om enige vorm van onderhandelingen te voeren over de soevereiniteit van de stad. In 1985 werd de Spaanse nationaliteit toegekend aan duizenden Marokkanen die in de stad woonden, die tot 1995 een regio van de provincie Malaga was. Het was in dat jaar dat de stad administratief instemde met de status van een autonome stad, mogelijk vanwege electorale belangen, veranderingen in de meerderheden in Andalusië. Sinds het begin van de 21e eeuw is het een van de economische motoren van de Rif-regio, gebaseerd op zijn status als vrijhaven en handelsbeurzen, evenals het middelpunt van de aandacht voor de migratiestromen van de Afrikaanse bevolking naar de grondgebieden van de Europese Unie.

### Blokkade

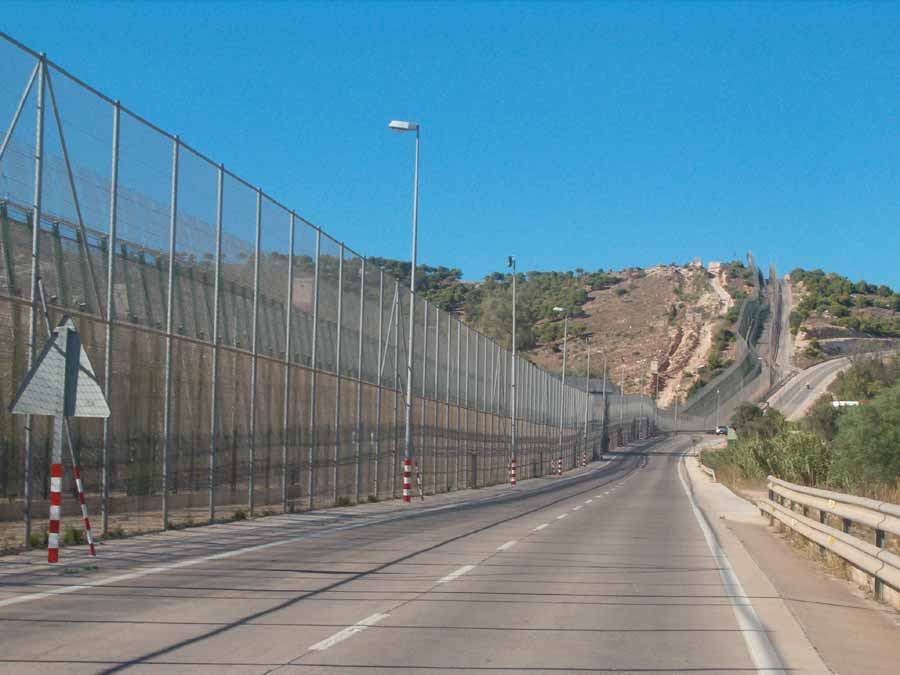
De grens tussen Melilla en Marokko.

Eerdere problemen tussen Marokko en Spanje met betrekking tot de steden van Melilla en Ceuta stammen uit 2002 toen er zelfs bijna een gewapend conflict kwam, omdat Marokkaanse militairen het Peterselie-eiland bezetten, waarop Spanje oorlogsbodems stuurde. Het bezoek van de koning van Spanje in 2007 aan Ceuta en Melilla verhoogde de spanning. De door Marokko opgeëiste steden Ceuta en Melilla waren daarvoor voor het laatst door een Spaanse vorst bezocht in 1927, toen Juan Carlos’ grootvader Alfons XIII naar de exclaves afreisde. Marokko riep tijdens het bezoek zijn ambassadeur in Spanje terug voor overleg.
In 2010 klaagde Marokko diverse keren formeel bij Spanje over discriminatie van Marokkanen die Melilla bezochten of wilden bezoeken. Spanje ontkende de aantijgingen. Demonstranten besloten daarop om voedselleveranties aan Melilla tegen te houden, waardoor er voedseltekorten dreigden in de stad. Op 18 augustus 2010 kondigden de demonstranten aan dat ze de acties per 19 augustus zouden opschorten tot aan het einde van de ramadan.

### Bestormingen
Sinds de jaren 00 van de 21e eeuw zijn er geregeld incidenten waarbij Afrikanen massaal de exclave bestormen, in een poging om op deze manier op Spaans grondgebied te komen, en zo binnen de Europese Unie.
In 2005 bestormden Afrikanen met honderden tegelijk Melilla. De meesten van hen werden met geweld teruggestuurd. Hierna werd de beveiliging van de exclaves Melilla en Ceuta versterkt met een vier meter hoge dubbele muur met wachttorens. Hierdoor stopten de bestormingen echter niet volledig. Ook op 17 februari 2014, 1 mei 2014 en 15 oktober 2014 waren er soortgelijke bestormingen. In juni 2022 vielen er meer dan 20 doden toen ca. 2000 migranten de exclave bestormden.

## Economie
De economie van Melilla draait vooral op visserij, visverwerkende industrie, belastingvrije verkoop van goederen en toerisme. Melilla is aantrekkelijk voor toeristen, vooral duikers. Jachthaven Noray heeft 339 aanmeerplekken tot 24 meter voor zeilers en het strand is twee kilometer lang. De handelshaven is ook een belangrijke veerhaven met dagelijkse vaarten naar onder andere Almeria. Een deel van de havenkom is Marokkaans grondgebied en vormt de haven van Nador.

## Sport
Melilla heeft een professionele basketbalclub, Melilla Baloncesto. Melilla Baloncesto speelt sinds de oprichting in 1991 in de LEB Oro (2e Niveau), in 2010/11 werd Melilla 11e.
De plaatselijke voetbalclub UD Melilla komt uit in de Segunda División B, het derde niveau van Spanje.

## Demografische ontwikkeling
In 2019 had Melilla een vruchtbaarheidscijfer van 2,19 kinderen per vrouw, hetgeen ruim 78% hoger was dan het Spaanse gemiddelde van 1,23 kinderen per vrouw. Melilla had hiermee het hoogste vruchtbaarheidscijfer van het land. Bovendien is Melilla de enige regio met een vruchtbaarheidscijfer dat hoger ligt dan het vervangingsniveau van 2,1 kinderen per vrouw. De gemiddelde levensverwachting bedroeg in 2019 ongeveer 80,8 jaar voor de totale bevolking - dit is 2,8 jaar korter dan het landelijke gemiddelde van 83,6 jaar.
Bron: INE; 1877-2011: volkstellingen

## Geboren in Melilla
- Anselmo Pardo Alcaide (1913-1977), Spaans entomoloog
- Fernando Arrabal (1932), Spaans-Frans schrijver, dichter, filmregisseur en scenarioschrijver
- Javier Imbroda (1961-2022), Spaans basketbalcoach en politicus
- Mimi Ferrer (1975), Marokkaans-Nederlandse actrice
- Munir Mohand Mohamedi (1989), Spaans-Marokkaans voetballer
- Ezequiel Calvente (1991), Spaans voetballer
- Samu Omorodion (2004), Spaans-Nigeriaans voetballer